# Rodolphe Julian
Pierre Louis Rodolphe Julian (13 de juny de 1839 - 2 de febrer de 1907) nascut a Lapalud, al sud-est de França, era un pintor francès, a més de professor, fundador i director de l'Académie Julian de París. L'escriptor André Corthis (1882–1952), guanyador de l'edició del Prix Femina del 1906 era el seu nebot.

## Biografia
Julian treballava com a empleat en una llibreria de Marsella. Li interessaven els esports, sobretot la lluita. Va anar a París, on es va convertir en estudiant de Léon Cogniet i Alexandre Cabanel, professor de l'École des Beaux-Arts, sense estar-hi matriculat.
El 1863 va exposar per primer cop en el salons.
Es va casar amb la pintora Amélie Beaury-Saurel l'any 1895.

Els reptes que va afrontar a París el van portar a fundar el 1868 una acadèmia d'art privada, l'Académie Julian, que també oferia formació a artistes i dones estrangeres que tenien poc accés a l'acadèmia oficial. El propòsit era preparar els estudiants per a l'entrada a l'Ecole des Beaux-Arts.Rodolphe Julian va ser descrit pel novel·lista i crític anglo-irlandès George Moore com "una espècie d'Hèrcules, de pèl fosc, fort, amb les espatlles amples, les cames curtes, una veu suau i tot l'encant del Midi".

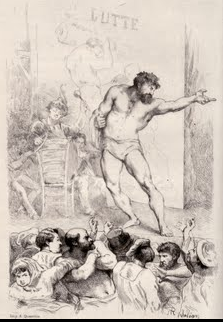
Ompdrailles - Le Tombeau des lutteurs - Rodolphe Julià
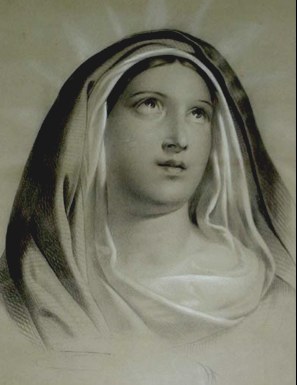
Madone - Rodolphe Julian
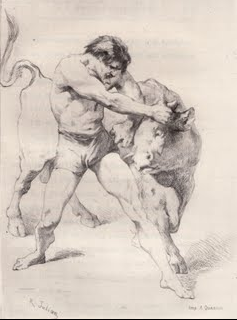
Ompdrailles - Le tombeau des lutteurs- Rodolphe Julian

## Col·leccions
- San Francisco De Young (museum)[6]
- Museu britànic[7]

## Premi
Pels seus serveis a les arts, Rodolphe Julian va obtenir la Legió d'Honor el 1881.